# Saison 2016-2017 du Lyon olympique universitaire
Cette page présente la saison 2016-2017 du Lyon olympique universitaire en Top 14 et en challenge européen.

## Entraîneurs
- Pierre Mignoni (manager sportif)
- Sébastien Bruno (avants)
- Adjoints :
  -  Karim Ghezal (touche)
  -  Kendrick Lynn (arrières et skills)

## La saison
Budget
Récit

## Effectif 2016-2017
| Nom                     | Poste            | Naissance         | Nationalité sportive | Sélections | Dernier club              | Arrivée au club (année) | JIFF |
| ----------------------- | ---------------- | ----------------- | -------------------- | ---------- | ------------------------- | ----------------------- | ---- |
| David Attoub            | Pilier           | 7 juin 1981       | France               |            | Montpellier Hérault Rugby | 2015                    | Oui  |
| Albertus Buckle         | Pilier           | 9 septembre 1983  | Afrique du Sud       | -          | FC Grenoble               | 2015                    | Non  |
| Sami Mavinga            | Pilier           | 25 mai 1993       | France               | -          | Formé au club             | 2014                    | Oui  |
| Zaza Navrozashvili      | Pilier           | 27 juillet 1992   | Géorgie              | -          | Union Bordeaux Bègles     | 2015                    | Oui  |
| Stéphane Clément        | Pilier           | 3 juillet 1987    | France               | -          | Biarritz olympique        | 2016                    | Oui  |
| Alexandre Menini        | Pilier           | 5 août 1983       | France               |            | RC Toulon                 | 2016                    | Oui  |
| Francisco Gomez Kodela  | Pilier           | 7 juillet 1985    | Argentine            |            | Union Bordeaux Bègles     | 2016                    | Non  |
| Karena Wihongi          | Pilier           | 29 septembre 1979 | Nouvelle-Zélande     | -          | Castres olympique         | 2016                    | Non  |
| Brendon James Botha     | Pilier           | 4 janvier 1980    | Afrique du Sud       | 17         | Lyon OU                   | 2016                    | Non  |
| Ti'i Paulo              | Talonneur        | 13 janvier 1983   | Samoa                |            | ASM Clermont Auvergne     | 2015                    | Non  |
| Cameron Mapusua         | Talonneur        | 3 août 1993       | Nouvelle-Zélande     | -          | Formé au club             | 2012                    | Oui  |
| Mickaël Ivaldi          | Talonneur        | 20 février 1990   | France               | -          | Montpellier HR            | 2016                    | Oui  |
| Christian Njewel        | 2e ligne         | 22 mars 1990      | Cameroun France      | -          | Formé au Club             | 2011                    | Oui  |
| Félix Lambey            | 2e ligne         | 15 mars 1994      | France               | -          | AS Béziers                | 2016                    | Oui  |
| Franco Mostert          | 2e ligne         | 27 novembre 1990  | Afrique du Sud       |            | Lions                     | 2016                    | Non  |
| Josh Bekhuis (en)       | 2e ligne         | 26 avril 1986     | Nouvelle-Zélande     | -          | Blues                     | 2016                    | Non  |
| Maselino Paulino (en)   | 2e ligne         | 21 juin 1988      | Samoa                |            | Scarlets                  | 2016                    | Non  |
| Julien Goux             | 2e ligne         | 2 mars 1996       | France               | -          | Formé au Club             | 2016                    | Oui  |
| Thibaut Privat          | 2e ligne         | 6 février 1979    | France               |            | Formé au Club             | 2016                    | Oui  |
| Carl Fearns             | 3e ligne         | 28 mai 1989       | Angleterre           | -          | Bath                      | 2015                    | Non  |
| Deon Fourie             | 3e ligne         | 25 septembre 1986 | Afrique du Sud       | -          | Stormers                  | 2014                    | Non  |
| Julien Bonnaire         | 3e ligne         | 22 septembre 1978 | France               |            | ASM Clermont Auvergne     | 2015                    | Oui  |
| Julien Puricelli        | 3e ligne         | 1er août 1980     | France               |            | Aviron Bayonnais          | 2014                    | Oui  |
| Didier Tison            | 3e ligne         | 14 octobre 1993   | France               | -          | Formé au club             | 2014                    |      |
| Taiasina Tuifu'a        | 3e ligne         | 20 août 1984      | Samoa                |            | Union Bordeaux Bègles     | 2015                    | Non  |
| Giorgi Javakhia         | 3e ligne         | 24 septembre 1996 | Géorgie              | -          | Formé au club             | 2015                    | Oui  |
| Virgile Bruni           | 3e ligne         | 6 février 1989    | France               | -          | RC Toulon                 | 2016                    | Oui  |
| Curtis Browning (en)    | 3e ligne         | 30 octobre 1993   | Australie            | -          | Queensland Reds           | 2016                    | Non  |
| Facundo Isa             | Troisième ligne  | 21 septembre 1993 | Argentine            | 25 (25)    | Lyon OU                   | 2016                    | Non  |
| Nicolas Durand          | Demi de mêlée    | 4 octobre 1982    | France               |            | RC Toulon                 | 2015                    | Oui  |
| Agustin Figuerola       | Demi de mêlée    | 27 janvier 1985   | Argentine            |            | US Oyonnax                | 2015                    | Non  |
| François Filliot        | Demi de mêlée    | 27 mai 1996       | France               | -          | Stade clermontois         | 2016                    | Oui  |
| Baptiste Couilloud      | Demi de mêlée    | 22 juillet 1997   | France               | -          | Formé au club             | 2015                    | Oui  |
| Jacques-Louis Potgieter | Demi d'ouverture | 2 septembre 1984  | Afrique du Sud       | -          | Bulls                     | 2015                    | Non  |
| Frédéric Michalak       | Demi d'ouverture | 16 octobre 1982   | France               |            | RC Toulon                 | 2016                    | Oui  |
| Mike Harris             | Demi d'ouverture | 8 juillet 1988    | Nouvelle-Zélande     |            | Melbourne Rebels          | 2016                    | Non  |
| Hemani Paea             | Centre           | 30 juillet 1985   | Tonga                |            | US Oyonnax                | 2015                    | Non  |
| Thibaut Regard          | Centre           | 6 août 1993       | France               | -          | Formé au club             | 2011                    | Oui  |
| Théo Belan              | Centre           | 15 novembre 1992  | France               | -          | RC Toulon                 | 2016                    | Oui  |
| Rudi Wulf               | Centre           | 2 février 1984    | Nouvelle-Zélande     |            | Castres olympique         | 2016                    | Non  |
| Paul Bonnefond          | Centre           | 13 septembre 1988 | France               | -          | Castres Olympique         | 2014                    | Oui  |
| Franck Romanet          | Ailier           | 2 mai 1986        | France               | -          | CS Bourgoin-Jallieu       | 2009                    | Oui  |
| Napolioni Nalaga        | Ailier           | 2 mai 1986        | Fidji                |            | ASM Clermont Auvergne     | 2015                    | Non  |
| Toby Arnold             | Ailier           | 11 septembre 1987 | Nouvelle-Zélande     | -          | Bay of Plenty             | 2013                    | Non  |
| Henry Clunies-Ross      | Ailier           | 2 juin 1994       | Australie            | -          | Waratahs                  | 2016                    | Non  |
| Jone Tuva               | Ailier           | 23 mars 1996      | Fidji                |            | Nadi                      | 2015                    | Non  |
| Nisié Huyard            | Ailier           | 23 mai 1994       | France               | -          | Olympique de Nouméa rugby | 2016                    | Oui  |
| Jérôme Porical          | Arrière          | 20 septembre 1985 | France               |            | Stade Français Paris      | 2014                    | Oui  |
| Romain Loursac          | Arrière          | 11 novembre 1985  | France               | -          | Formé au Club             | 2007                    | Oui  |
| Delon Armitage          | Arrière          | 15 décembre 1983  | Angleterre           |            | RC Toulon                 | 2016                    | Non  |

## Calendrier et résultats

### Matchs amicaux[2]
- CS Bourgoin-Jallieu - Lyon OU :  5-36
- FC Grenoble - Lyon OU :  19-17

### Top 14
| - Lyon OU - CA Brive : 15-15 - Racing 92 - Lyon OU : 29-16 - Lyon OU - FC Grenoble : 32-13 - Stade rochelais - Lyon OU : 43-18 - Lyon OU - Stade toulousain : 25-20 - Union Bordeaux Bègles - Lyon OU : 32-10 - Aviron bayonnais - Lyon OU : 22-22 - Lyon OU - Section paloise : 27-22 - Stade français - Lyon OU : 25-19 - Lyon OU - RC Toulon : 27-13 - Montpellier HR - Lyon OU : 25-20 - ASM Clermont - Lyon OU : 16-13 - Lyon OU - Castres olympique : 19-23 | - CA Brive - Lyon OU : 22-6 - Lyon OU - Racing 92 : 37-25 - FC Grenoble - Lyon OU : 53-21 - Lyon OU - Stade rochelais : 29-25 - Stade toulousain - Lyon OU : 42-26 - Lyon OU - Union Bordeaux Bègles : 19-16 - Lyon OU - Aviron bayonnais : 52-7 - Section paloise - Lyon OU : 38-15 - Lyon OU - Stade français : 35-33 - RC Toulon - Lyon OU : 31-17 - Lyon OU - Montpellier HR : 16-3 - Lyon OU - ASM Clermont : 20-23 - Castres olympique - Lyon OU : 16-17 |

| Rang | Club                  | J  | V  | N | D  | Bo | Bd | Pm  | Pe  | Diff | Pts |
| ---- | --------------------- | -- | -- | - | -- | -- | -- | --- | --- | ---- | --- |
| 1    | Stade rochelais       | 26 | 17 | 3 | 6  | 6  | 5  | 707 | 498 | +209 | 85  |
| 2    | ASM Clermont          | 26 | 15 | 3 | 8  | 8  | 4  | 800 | 562 | +238 | 78  |
| 3    | Montpellier HR        | 26 | 16 | 0 | 10 | 7  | 5  | 750 | 564 | +186 | 76  |
| 4    | RC Toulon             | 26 | 14 | 2 | 10 | 5  | 4  | 674 | 511 | +163 | 69  |
| 5    | Castres olympique     | 26 | 13 | 1 | 12 | 5  | 4  | 667 | 509 | +158 | 63  |
| 6    | Racing 92 (T)         | 26 | 14 | 1 | 11 | 3  | 1  | 586 | 616 | -30  | 62  |
| 7    | Stade français Paris  | 26 | 12 | 1 | 13 | 5  | 4  | 643 | 638 | +5   | 59  |
| 8    | CA Brive              | 26 | 13 | 1 | 12 | 0  | 4  | 577 | 634 | -57  | 58  |
| 9    | Section paloise       | 26 | 12 | 1 | 13 | 2  | 5  | 604 | 701 | -97  | 57  |
| 10   | Lyon OU (P)           | 26 | 11 | 2 | 13 | 3  | 4  | 573 | 632 | -59  | 55  |
| 11   | Union Bordeaux Bègles | 26 | 11 | 1 | 14 | 2  | 6  | 569 | 581 | -12  | 54  |
| 12   | Stade toulousain      | 26 | 11 | 0 | 15 | 3  | 6  | 537 | 561 | -24  | 53  |
| 13   | FC Grenoble           | 26 | 7  | 1 | 18 | 2  | 6  | 611 | 852 | -241 | 38  |
| 14   | Aviron bayonnais (P)  | 26 | 6  | 3 | 17 | 0  | 0  | 466 | 905 | -439 | 30  |

### Challenge européen
Dans le Challenge européen, le Lyon OU fait partie de la poule 2 et est opposée aux Gallois des Ospreys, des Italiens du Benetton Trévise , et aux Français du Stade rochelais.
| - FC Grenoble - Lyon OU : 13-39 - Lyon OU - Ospreys : 13-31 - Lyon OU - Newcastle Falcons : 42-12 | - Lyon OU - FC Grenoble : 57-13 - Ospreys - Lyon OU : 47-7 - Newcastle Falcons - Lyon OU : 48-29 |

Avec 6 défaites, l'Aviron bayonnais termine 4e de la poule 1 et n'est pas qualifié.

| Rang | Équipe            | J | V | N | D | Em | Ee | Bo | Bd | Pm  | Pe  | Diff | Pts |
| ---- | ----------------- | - | - | - | - | -- | -- | -- | -- | --- | --- | ---- | --- |
| 1    | Ospreys           | 6 | 6 | 0 | 0 | 42 | 7  | 6  | 0  | 279 | 51  | +228 | 30  |
| 2    | Lyon OU           | 6 | 3 | 0 | 3 | 26 | 21 | 4  | 0  | 187 | 164 | +23  | 16  |
| 3    | Newcastle Falcons | 6 | 2 | 0 | 4 | 22 | 26 | 2  | 2  | 158 | 180 | -22  | 12  |
| 4    | FC Grenoble       | 6 | 1 | 0 | 5 | 8  | 44 | 1  | 0  | 74  | 303 | -229 | 5   |

### Championnat de France Espoirs
Après avoir terminé 2e de la poule 2 lors de la première phase du championnat de France espoirs, le LOU se retrouve dans la poule Play off pour la seconde phase du championnat, qu'il termine, également, à la seconde place avec 88 points.
Qualifié pour les demi-finales Play Off, il élimine le Stade aurillacois en demi-finale 38 à 15, le LOU devient vice-champion de France Espoirs, Play-Off, après avoir succombé en finale 30 à 27 contre le Racing 92.
- Racing Club de France[3] (Top 14) - Lyon OU (Top 14) : 30-27

## Statistiques

### Statistiques collectives
Attaque
Défense

### Statistiques individuelles
Meilleur réalisateur